# Rectify
Rectify es una serie de televisión estadounidense del género dramático estrenada el 22 de abril de 2013 por la cadena SundanceTV, que se prolongó cuatro temporadas. 
Fue creada por Ray McKinnon y ha contado con la participación, entre otros actores de Hal Holbrook.
La segunda temporada (10 episodios) se estrenó el 19 de junio de 2014. La tercera (6 capítulos) se estrenó el 9 de julio de 2015.
En julio del 2015 se anunció que la serie había sido renovada para una cuarta y última temporada, que se estrenó en  octubre de 2016.

## Historia
La serie se centra en Daniel Holden, que es liberado después de pasar 19 años en la cárcel, condenado a pena de muerte por la violación y asesinato de su novia Hanna Dean. Una prueba de ADN exculpatoria provocó la anulación de su condena y su puesta en libertad. De regreso a su ciudad natal intenta reconstruir su vida en una comunidad en la que algunos aún lo considera culpable.

## Episodios
| Temporada | Temporada | Episodios | Episodios | Emisión original      | Emisión original        |
| Temporada | Temporada | Episodios | Episodios | Primera emisión       | Última emisión          |
| --------- | --------- | --------- | --------- | --------------------- | ----------------------- |
|           | 1         | 6         | 6         | 22 de abril de 2013   | 20 de mayo de 2013      |
|           | 2         | 10        | 10        | 19 de junio de 2014   | 21 de agosto de 2014    |
|           | 3         | 6         | 6         | 9 de julio de 2015    | 13 de agosto de 2015    |
|           | 4         | 8         | 8         | 26 de octubre de 2016 | 14 de diciembre de 2016 |

## Personajes

### Personajes principales
- Aden Young como Daniel Holden.
- Abigail Spencer como Amantha Holden.
- J. Smith-Cameron como Janet Holden-Talbot.
- Clayne Crawford como Ted Talbot Jr.
- Adelaide Clemens como Tawney Talbot.
- Luke Kirby como Jon Stern.
- Jake Austin Walker como Jared Talbot.
- Bruce McKinnon como Ted Talbot Sr.
- J.D. Evermore como Carl Daggett.

### Personajes recurrentes
- Sean Bridgers como Trey Willis.
- Michael O'Neill como Roland Foulkes.
- Sharon Conley como Sondra Person.
- Kim Wall como Marcy.
- John Boyd West como Melvin.
- Stuart Greer como Lid Comphrey.
- Ashley LeConte Campbell como Wynn Lovaas.
- Faith Renee Kennedy como Alice Willis.
- Rebecca Tilney como Maggie Hines.
- Linds Edwards como Bobby Dean.
- Robin Mullins como Judy Dean.
- Johnny Ray Gill como Kerwin Whitman.
- Ron Clinton Smith como Johnson.
- Jayson Warner Smith como Wendall Jelks.
- Madeline Taylor como Hanna Dean.

## Premios y nominaciones
| Año  | Categoría                                                  | Premio                   | Nominado (a)    | Resultado |
| ---- | ---------------------------------------------------------- | ------------------------ | --------------- | --------- |
| 2013 | Best Actor in a Series, Drama                              | Satellite Award          | Aden Young      | Nominado  |
| 2013 | Best Actress in a Series, Drama                            | Satellite Award          | Abigail Spencer | Nominada  |
| 2013 | Best Television Series, Drama                              | Satellite Award          | Rectify         |           |
| 2013 | Best Supporting Actress in a Drama Series                  | Critics' Choice TV Award | Abigail Spencer | Nominada  |
| 2013 | Outstanding Achievement in Movies, Miniseries and Specials | TCA Award                | Rectify         | Nominado  |

## Producción
La serie fue creada por Ray McKinnon, producida por Don Kurt y cuenta con la participación de los productores ejecutivos Ray McKinnon, Melissa Bernstein y Mark Johnson. La música está a cargo de Gabriel Mann.
En abril del 2012 se anunció que los actores Abigail Spencer (como Amantha, la hermana menor de Daniel), Clayne Crawford (como Ted Talbot Jr., el hermanastro de Daniel), Adelaide Clemens (como Tawney Talbot, la esposa de Ted), Jonah Lotan (como Jon Stern, el abogado de Daniel) y J. Smith-Cameron (como Janet Talbot, la madre de Daniel) se habían unido al elenco principal de la serie. En mayo del mismo año, el actor canadiense Aden Young fue elegido como el protagonista de la serie. En junio del mismo año se anunció que el actor Luke Kirby se había unido a la serie para reemplazar a Lotan.
El 1 de mayo de 2013 la cadena Sundance Channel ordenó una segunda temporada conformada por 10 episodios, la cual se estrenó el 19 de junio de 2014.
En agosto del 2014 se anunció que la serie había sido renovada para una tercera temporada, el cual fue estrenada el 9 de julio de 2015.

### Emisión en otros países
| País     | Cadenas              | Fecha de Inicio (1.ª Temporada) | Fecha de Finalización (1.ª Temporada) |
| -------- | -------------------- | ------------------------------- | ------------------------------------- |
| Alemania | Sky Atlantic HD Arte | 17 de diciembre de 2013         | 22 de diciembre de 2013               |